# Lekkoatletyka na Letnich Igrzyskach Paraolimpijskich 2004 – rzut oszczepem kl. F57 mężczyzn
W rzucie oszczepem kl. F57 (zawodnicy na wózkach inwalidzkich) mężczyzn podczas Letnich Igrzysk Paraolimpijskich 2004 rywalizowało ze sobą 8 zawodników.

## Wyniki

### Finał
| Poz. | Zawodnik           | Narodowość | Rezultat | Uwagi |
| ---- | ------------------ | ---------- | -------- | ----- |
| 1    | Mohammad Mirzaei   | Iran       | 40.71    | PR    |
| 2    | Ibrahim Ali        | Egipt      | 39.12    |       |
| 3    | Rostislav Pohlmann | Czechy     | 37.91    |       |
| 4    | Julius Hutka       | Słowacja   | 37.61    |       |
| 5    | Ji Jianguo         | Chiny      | 36.40    |       |
| 6    | Wang Zhiquan       | Chiny      | 34.95    |       |
| 7    | Maurizio Nanil     | Włochy     | 29.30    |       |
| 8    | Zheng Weihai       | Chiny      | 27.06    |       |